# Molophilus incomptus
Molophilus incomptus là một loài ruồi trong họ Limoniidae. Chúng phân bố ở miền Australasia.